# Liste der Ehrenbürger von Rosenheim
Die Ehrenbürgerschaft der Stadt Rosenheim ist die höchste Auszeichnung, die die oberbayerische Stadt Rosenheim vergeben kann. Nach der derzeit gültigen Satzung über Auszeichnungen der Stadt Rosenheim vom 28. November 2002 ist sie eine besondere Auszeichnung, deren Verleihung auf einige wenige Personen zu beschränken ist.
Über die Verleihung beschließt der Stadtrat durch nicht öffentlichen Beschluss. Vorschlagsberechtigt sind mindestens zwei Fraktionen des Stadtrates, die mindestens 30 Prozent der Mitglieder des Stadtrates umfassen müssen, oder der Oberbürgermeister, der der Unterstützung mindestens einer Fraktion des Stadtrates bedarf.
Die Ehrenbürgerschaft wird durch Aushändigung einer Urkunde begründet. Mit der Aushändigung der Urkunde wird gleichzeitig eine Anstecknadel in Form einer goldenen Rose verliehen. Ehrenbürger sollen zu besonderen festlichen Veranstaltungen der Stadt als Ehrengäste eingeladen werden. Die Stadt Rosenheim übernimmt anlässlich des Todes eines Ehrenbürgers die Beerdigungskosten, die Grabgebühr sowie die Grabpflege für 25 Jahre.
Der Verlust der bürgerlichen Ehrenrechte zieht den Verlust der Auszeichnung nach sich. Im Übrigen kann die Auszeichnung gemäß Art. 16 Abs. 2 der Gemeindeordnung für den Freistaat Bayern wegen unwürdigen Verhaltens widerrufen werden. Der Beschluss bedarf einer Mehrheit von zwei Dritteln der stimmberechtigten Mitglieder des Stadtrats.
Die folgende Liste nennt die 13 seit 1905 ernannten Ehrenbürger Rosenheims. Sie ist bereinigt um mindestens drei Personen (Hitler, Epp, Göring), denen das Ehrenbürgerrecht 1945 aberkannt wurde. Darüber hinaus um Paul von Hindenburg. Grundlage hierfür ist die herrschende Kommentarmeinung zur Bayerischen Gemeindeordnung, die besagt, dass das Ehrenbürgerrecht mit dem Tode des Geehrten erlischt. Der Haupt- und Finanzausschuss der Stadt Rosenheim hat sich in seiner Sitzung vom 7. Mai 2013 dieser Auffassung angeschlossen und einstimmig beschlossen, Paul v. Hindenburg aus der Liste der Ehrenbürger der Stadt Rosenheim zu streichen.
Hinweis: Die Auflistung erfolgt chronologisch nach Datum der Zuerkennung.

## Die Ehrenbürger der Stadt Rosenheim
1. Max Bram  (* 1855; † 1935)
Oberlehrer in München
Verleihung am 19. April 1905
Die Stadt zeichnete hiermit den Stifter der Städtischen Galerie aus.
2. Ludwig Eid  (* 1856; † 1936)
Oberstudiendirektor
Verleihung am  7. Mai 1909
Grund für die Auszeichnung waren seine Dienste als erster Stadtarchivar, Gründer des Historischen Vereins und der Städtischen Sammlungen.
3. Anton Jakob  (* 1851; † 1937)
Oberstudiendirektor
Verleihung am  29. Januar 1919
Ausgezeichnet wurde damit sein Verdienst um den Ausbau des Schulwesens in Rosenheim (Königliche Realschule mit gewerblicher Fortbildungsschule).
4. Josef Wüst  (* 1860; † 1929)
Hofrat
Verleihung am  29. Oktober 1925
Bürgermeister vom 1. Juni 1889 bis 22. Februar 1919
5. Johann Klepper  (* 1868; † 1949)
Schneidermeister
Verleihung am  23. Mai 1948
Die Stadt verlieh ihm das Ehrenbürgerrecht, da er Gründer und Chef der Klepperwerke, sowie Förderer kultureller Belange war.
6. Theodor Gietl  (* 1877; † 1961)
Gewerberat, Glasermeister
Verleihung am  21. Dezember 1955
Ehrenbürgerstatus erhielt er durch die Förderung des heimischen Handwerks
7. Georg Aicher  (* 1887; † 1967)
Holzfabrikant
Verleihung am  20. März 1957
Die Verdienste um die Holzindustrie, sowie seine Dienste als Mitbegründer des Holztechnikums bewegten die Stadt dazu, ihn auszuzeichnen. Nach ihm benannt wurde zudem das Gewerbegebiet „Aicher-Park“.
8. Hans Ritter von Lex  (* 1893; † 1970)
Staatssekretär im Bundesinnenministerium, Präsident des Deutschen Roten Kreuzes
Verleihung am  15. September 1964
9. Constantin Gerhardinger  (* 1888; † 1970)
Kunstmaler
Verleihung am  31. Juli 1968
Durch die Stiftung seines Gemäldenachlasses an die Städtische Galerie und seinem Verdienst um die Pflege des Max-Bram-Nachlasses erhielt er den Titel des Ehrenbürgers.
10. Ludwig Spieler  (* 1889; † 1971)
Geschäftsführer der Konsumgesellschaft „1860“
Verleihung am  5. März 1969
Stadtrat, Zweiter Bürgermeister
11. Albert Steinbeißer  (* 1910; † 1991)
Stadtdirektor
Verleihung am  14. September 1977
Oberbürgermeister vom 19. September 1965 bis 30. September 1977
12. Michael Stöcker   (* 1937, † 2013)
Staatsanwalt
Verleihung am  30. April 2002
Oberbürgermeister vom 1. Oktober 1977 bis 30. April 2002
13. Gabriele Bauer  (* 1952)
Geschäftsführerin
Verleihung am 27. Mai 2020
Oberbürgermeisterin vom 1. Mai 2002 bis 30. April 2020